# Woolverton
Woolverton – wieś w Anglii, w Somerset, w dystrykcie (unitary authority) Somerset, w civil parish Tellisford. W 1931 roku civil parish liczyła 115 mieszkańców.